# 22e armée (Japon)
Pour les articles homonymes, voir 22e armée.
La 22e armée (第22軍, Dai-ni-jū-ni gun) est une unité de l'armée impériale japonaise basée à Nanning en Chine durant la Seconde Guerre mondiale.

## Histoire
La 22e armée est créée le 9 février 1940 sous le contrôle de l'armée régionale japonaise de Chine du Sud et sert comme force de garnison de la province du Guangxi. Elle participe à plusieurs opérations de la bataille du sud du Guangxi.
Au moment de l'invasion japonaise de l'Indochine, son commandant, le lieutenant-général Seiichi Kuno (en), en violation directe des ordres de Tokyo, rejoint l'attaque et participe à l'occupation de portions du protectorat français d'Annam. En raison de cette insubordination, il est relevé de son commandement et la 22e armée est dissoute le 19 novembre 1940. Ses divisions sont réaffectées dans d'autres régions.

## Commandement
|                   | Nom                                   | De              | À                |
| ----------------- | ------------------------------------- | --------------- | ---------------- |
| Commandant        | Lieutenant-général Seiichi Kuno (en)  | 10 février 1940 | 19 novembre 1940 |
| Chef d'État-major | Lieutenant-général Tadaichi Wakamatsu | 10 février 1940 | 19 novembre 1940 |